# Ziemiozorek jasnoparafizowy

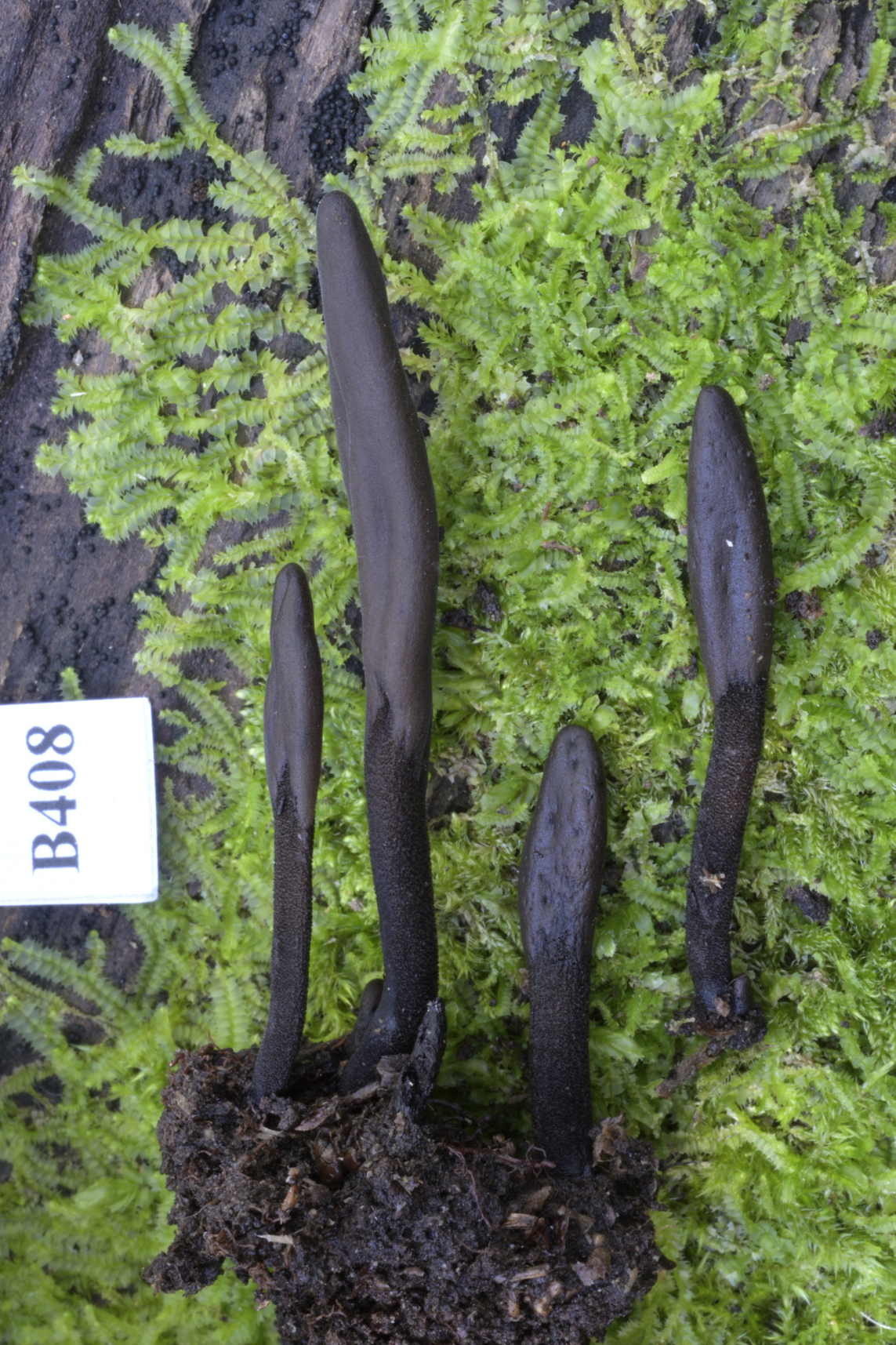

Ziemiozorek jasnoparafizowy (Geoglossum fallax E.J. Durand) – gatunek grzybów z monotypowej rodziny Geoglossaceae.

## Systematyka i nazewnictwo
Pozycja w klasyfikacji według Index Fungorum: Geoglossum, Geoglossaceae, Geoglossales, Incertae sedis, Geoglossomycetes, Pezizomycotina, Ascomycota, Fungi.
Gatunek ten opisał Elias Judah Durand w 1908 r. Synonimy:
- Geoglossum fallax var. proximum (S. Imai & Minakata) S. Imai 1941
- Geoglossum fallax var. subpumilum (S. Imai) S. Imai 1941
- Geoglossum proximum S. Imai & Minakata 1932
- Geoglossum proximum S. Imai & Minakata 1934
- Geoglossum subpumilum S. Imai 1934
- Geoglossum subpumilum S. Imai 1934[2].

Polską nazwę zarekomendowała Komisja ds. Polskiego Nazewnictwa Grzybów. Nie jest tłumaczeniem nazwy naukowej. Nazwa rodzajowa Geoglossum pochodzi od słowa geo oznaczającego ziemię i glossum oznaczającego język. Nazwa gatunkowa fallax oznacza zwodniczy.

## Morfologia
Owocnik
Wysmukły, maczugowaty, czarniawy, o wysokości 2–7 cm składający się z płodnej główki i sterylnego trzonu. Ciemnobrązowa główka stanowi 1/3 część wysokości, ma grubość 2–6 mm, jest bocznie spłaszczona i często podłużnie rowkowana. Jej powierzchnia jest delikatnie kutnerowata z powodu wystających worków. Cylindryczny trzon ma średnicę 1–2 mm, u nasady jest czarniawy i pełny, pod główką pusty, jasnobrązowy.
Cechy mikroskopowe
Worki cylindryczne, 150–200 × 8–20 µm, dość grubościenne z 8 zarodnikami ułożonymi równolegle. Askospory cylindryczne, wydłużone lub wąsko wrzecionowate ze zwężonymi końcami, gładkie, 55–90 × 4–6 µm z wieloma przegrodami (do 13), początkowo szkliste, w stanie dojrzałym brązowe. Wysyp zarodników jasnobrązowy. Parafizy często występujące w oddzielnych skupiskach, nitkowate, o średnicy 3–4 µm, wystające ponad worki, często mocno zakrzywione lub zwinięte na wierzchołku, szkliste do bladobrązowych, bez wyraźnych przegród. Ich komórki wierzchołkowe są maczugowate lub jajowate i składają się z łańcucha jajowatych komórek o średnicy 4–6 µm.
Gatunki podobne
Od innych gatunków ziemiozorków odróżnić go można tylko po cechach mikroskopowych. Próchnilec maczugowaty (Xylaria polymorpha) nie jest podłużnie spłaszczony, jest bardziej krępy i rozwija się na próchniejącym drewnie. Włosojęzyk szorstki (Trichoglossum hirsutum) ma wyraźniejszy i drobno owłosiony trzon.

## Występowanie i siedlisko
Ziemiozorek jasnoparafizowy występuje na niektórych wyspach i wszystkich kontynentach, znaleziono go nawet na Antarktydzie. W Polsce po raz pierwszy jego stanowisko podano w 2002 r., w późniejszych latach znaleziono jeszcze inne stanowiska tego gatunku. Aktualne stanowiska podaje także internetowy atlas grzybów. Znajduje się na Czerwonej liście roślin i grzybów Polski. Ma status R– gatunek rzadki, który zapewne w najbliższej przyszłości przesunie się do kategorii zagrożonych wymarciem, jeśli nadal będą działać czynniki zagrożenia.
Grzyb naziemny występujący na nieużytkowanych terenach trawiastych.